# Prelabializacja
Prelabializacja – proces fonetyczny (rodzaj protezy) polegający na pojawieniu się przed samogłoską w nagłosie (na początku wyrazu) /u/ niezgłoskotwórczego (które mogło następnie przejść w szczelinowe /w/).
Zaszła np. w języku prasłowiańskim (przed /ъ/, /y/ < pie. /u/, /ū/), a w niektórych językach słowiańskich dotyczyła też /o/ i ps. /ǫ/: 
Przykłady:
- polskiemu okno odpowiada gwarowe u̯okno i występujące w interdialekcie ogólnoczeskim vokno;
- polskiemu ogień odpowiada górnołużyckie woheń i dolnołużyckie wogeń.